# Тьяго Алькантара
Тья́го Алька́нтара (ісп. Thiago Alcántara; нар. 11 квітня 1991, Сан-П'єтро-Вернотіко) — колишній іспанський футболіст, півзахисник.
Його батько, Мазінью — чемпіон світу 1994 року у складі збірної Бразилії, а брат, Рафа Алькантара — гравець «Барселони» і збірної Бразилії.
Відомий виступами за «Барселону», «Баварію» та «Ліверпуль», а також національну збірну Іспанії.

## Клубна кар'єра
Вихованець футбольної школи клубу «Барселона».
У дорослому футболі дебютував 2007 року виступами за клуб «Барселона Б», а наступного року, продовжуючи виступи за фарм-клуб, став залучатись і до матчів основної команди.
17 січня 2011 року каталонський клуб оголосив про те, що Тьяго з сезону 2011-12 буде грати лише у першій команді. Влітку того ж року, гравець продовжив контракт з клубом до 2015 року.

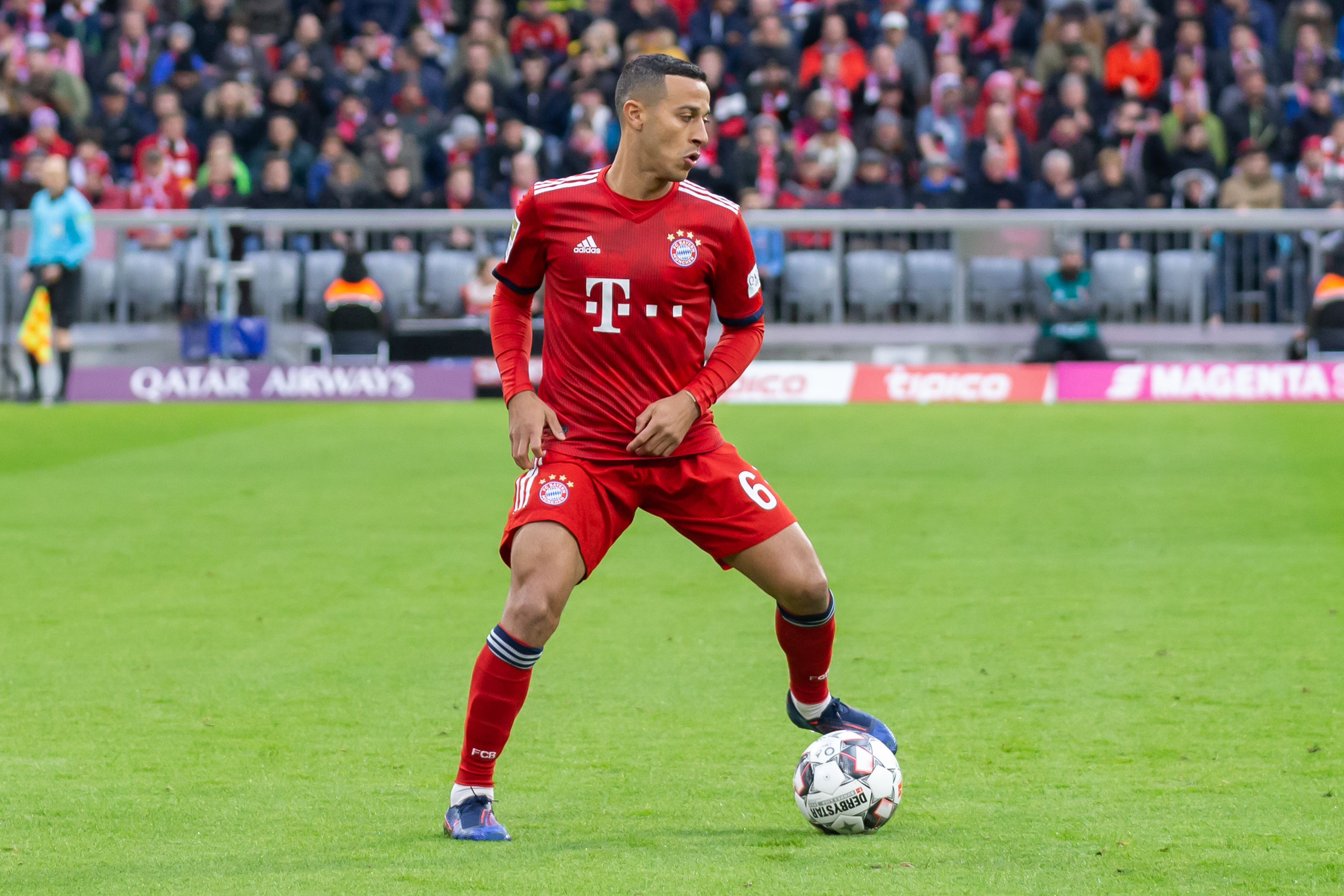
Тьяго Алькантара у складі «Баварії». 2019 рік.

2013 року Тьяго перейшов до мюнхенської «Баварії», яка сплатила за трансфер гравця 25 мільйонів євро і уклала з ним чотирирічний контракт. У новій команді поступово виборював місце в основному складі, доки на початку 2014 року не зазнав важкої травми коліна, яка залишила його поза грою до квітня 2015 року. У серпні 2015 року уклав з мюнхенським клубом новий чотирирічний контракт.
У вересні 2020 року за 20 мільйонів фунтів Тьяго Алькантара перейшов до англійського «Ліверпуля».
7 липня 2024 року оголосив про завершення кар'єри гравця у віці 33 років. Загалом на клубному рівні 33-річний іспанець провів 487 матчів, забив 48 голів та віддав 63 результативні передачі. Впродовж всієї кар'єри Алькантара зміг здобути 32 клубних трофеї.

## Виступи за збірні
2007 року дебютував у складі юнацької збірної Іспанії, взяв участь у 21 іграх на юнацькому рівні, відзначившись 10 забитими голами.
З 2010 року залучався до складу молодіжної збірної Іспанії, з якою став молодіжним чемпіоном Європи 2011 року. За два роки повторив цей успіх, перемігши й на молодіжному Євро-2013, на якому був визнаний найкращим гравцем фінального матчу, в якому оформив хет-трик. Усього за «молодіжку» зіграв у 21 офіційному матчі, забивши 6 голів.
10 серпня 2011 року дебютував в офіційних матчах у складі національної збірної Іспанії товариським матчем проти збірної Італії. Регулярно викликатися до лав збірної почав вже з кінця 2015 року, після відновлення від травми коліна, через яку не грав більше року. Був учасником чемпіонату Європи 2016 року, на якому взяв участь у двох матчах групового етапу.
У травні 2018 року був включений до заявки національної команди для участі у тогорічному чемпіонаті світу в Росії, де з'явився в двох матчах проти Португалії та Марокко. 
У травні 2021 року Тьяго був включений до заявки на Євро-2020, де зіграв у чотирьох матчах, і після поразки у півфіналі від Італії за збірну більше не грав. Загалом у складі збірної Іспанії Тьяго відіграв 46 матчів, забив два голи та віддав дев'ять результативних передач.

## Статистика виступів

### Статистика клубних виступів
| Сезон                   | Команда                 | Чемпіонат               | Чемпіонат | Чемпіонат | Національний кубок | Національний кубок | Національний кубок | Континентальні кубки | Континентальні кубки | Континентальні кубки | Інші змагання | Інші змагання | Інші змагання | Усього | Усього |
| Сезон                   | Команда                 | Ліга                    | Ігор      | Голів     | Ліга               | Ігор               | Голів              | Ліга                 | Ігор                 | Голів                | Ліга          | Ігор          | Голів         | Ігор   | Голів  |
| ----------------------- | ----------------------- | ----------------------- | --------- | --------- | ------------------ | ------------------ | ------------------ | -------------------- | -------------------- | -------------------- | ------------- | ------------- | ------------- | ------ | ------ |
| 2007-08                 | «Барселона Б»           | ТД                      | 5         | 0         |                    |                    |                    |                      |                      |                      |               |               |               | 5      | 0      |
| 2008-09                 | «Барселона Б»           | СДБ                     | 25        | 0         |                    |                    |                    |                      |                      |                      |               |               |               | 25     | 0      |
| 2009-10                 | «Барселона Б»           | СДБ                     | 18        | 3         |                    |                    |                    |                      |                      |                      |               |               |               | 18     | 3      |
| 2010-11                 | «Барселона Б»           | СД                      | 11        | 0         |                    |                    |                    |                      |                      |                      |               |               |               | 11     | 0      |
| Усього за «Барселону Б» | Усього за «Барселону Б» | Усього за «Барселону Б» | 59        | 3         |                    |                    |                    |                      |                      |                      |               |               |               | 59     | 3      |
| 2008-09                 | «Барселона»             | ПД                      | 1         | 0         | КІ                 | 0                  | 0                  | ЛЧ                   | 0                    | 0                    | —             | —             | —             | 1      | 0      |
| 2009-10                 | «Барселона»             | ПД                      | 1         | 1         | КІ                 | 1                  | 0                  | ЛЧ                   | 0                    | 0                    | СІ+СУ+КЧС     | 0+0+0         | 0+0+0         | 2      | 1      |
| 2010-11                 | «Барселона»             | ПД                      | 12        | 2         | КІ                 | 3                  | 1                  | ЛЧ                   | 1                    | 0                    | СІ            | 1             | 0             | 17     | 3      |
| 2011–12                 | «Барселона»             | ПД                      | 27        | 2         | КІ                 | 8                  | 2                  | ЛЧ                   | 7                    | 0                    | СІ+СУ+КЧС     | 1+0+2         | 0+0+0         | 45     | 4      |
| 2012–13                 | «Барселона»             | ПД                      | 27        | 2         | КІ                 | 7                  | 1                  | ЛЧ                   | 2                    | 0                    | СІ            | 0             | 0             | 36     | 3      |
| Усього за «Барселону»   | Усього за «Барселону»   | Усього за «Барселону»   | 68        | 7         |                    | 19                 | 4                  |                      | 10                   | 0                    |               | 3             | 0             | 100    | 11     |
| 2013–14                 | «Баварія»               | БЛ                      | 16        | 2         | КН                 | 2                  | 0                  | ЛЧ                   | 4                    | 0                    | СН+СУ+КЧС     | 1+0+2         | 0+0+1         | 25     | 3      |
| 2014–15                 | «Баварія»               | БЛ                      | 7         | 0         | КН                 | 2                  | 0                  | ЛЧ                   | 4                    | 2                    | СН            | 0             | 0             | 13     | 2      |
| 2015–16                 | «Баварія»               | БЛ                      | 27        | 2         | КН                 | 5                  | 1                  | ЛЧ                   | 9                    | 1                    | СН            | 1             | 0             | 42     | 4      |
| 2016–17                 | «Баварія»               | БЛ                      | 27        | 6         | КН                 | 4                  | 1                  | ЛЧ                   | 9                    | 2                    | СН            | 1             | 0             | 41     | 9      |
| 2017–18                 | «Баварія»               | БЛ                      | 19        | 2         | КН                 | 3                  | 2                  | ЛЧ                   | 10                   | 3                    | СН            | 0             | 0             | 32     | 7      |
| 2018–19                 | «Баварія»               | БЛ                      | 30        | 2         | КН                 | 6                  | 0                  | ЛЧ                   | 5                    | 0                    | СН            | 1             | 1             | 42     | 3      |
| 2019–20                 | «Баварія»               | BL                      | 24        | 3         | КН                 | 5                  | 0                  | ЛЧ                   | 10                   | 0                    | СН            | 1             | 0             | 40     | 3      |
| Усього за «Баварію»     | Усього за «Баварію»     | Усього за «Баварію»     | 150       | 17        |                    | 27                 | 4                  |                      | 51                   | 8                    |               | 7             | 2             | 235    | 31     |
| 2020–21                 | «Ліверпуль»             | АПЛ                     | 24        | 1         | КА+КФЛ             | 2+0                | 0                  | ЛЧ                   | 0                    | 0                    | СА            | 4             | 0             | 30     | 1      |
| 2021–22                 | «Ліверпуль»             | АПЛ                     | 25        | 1         | КА+КФЛ             | 4+0                | 0                  | ЛЧ                   | 10                   | 1                    | -             | -             | -             | 39     | 2      |
| 2022–23                 | «Ліверпуль»             | АПЛ                     | 18        | 0         | КА+КФЛ             | 3+1                | 0                  | ЛЧ                   | 5                    | 0                    | СА            | 1             | 0             | 28     | 0      |
| 2023–24                 | «Ліверпуль»             | АПЛ                     | 1         | 0         | КА+КФЛ             | 0+0                | 0                  | ЛЧ                   | 0                    | 0                    |               | -             | -             | 1      | 0      |
| Усього за «Ліверпуль»   | Усього за «Ліверпуль»   | Усього за «Ліверпуль»   | 68        | 2         |                    | 10                 | 0                  |                      | 19                   | 1                    |               | 1             | 0             | 98     | 3      |
| Усього за кар'єру       | Усього за кар'єру       | Усього за кар'єру       | 345       | 29        |                    | 56                 | 8                  |                      | 80                   | 9                    |               | 12            | 2             | 493    | 48     |

### Статистика виступів за збірну
| Дата       | Місто           | Господарі          | Результат               | Гості              | Турнір                                    | Голи | Примітки |
| ---------- | --------------- | ------------------ | ----------------------- | ------------------ | ----------------------------------------- | ---- | -------- |
| 10-8-2011  | Барі            | Італія             | 2 – 1                   | Іспанія            | товариський матч                          | -    | 46'      |
| 6-9-2011   | Логроньйо       | Іспанія            | 6 – 0                   | Ліхтенштейн        | Відбір до ЧЄ 2012                         | -    | 55'      |
| 11-10-2011 | Аліканте        | Іспанія            | 3 – 1                   | Шотландія          | Відбір до ЧЄ 2012                         | -    | 55'      |
| 14-8-2013  | Гуаякіль        | Еквадор            | 0 – 2                   | Іспанія            | товариський матч                          | -    | 46'      |
| 5-3-2014   | Мадрид          | Іспанія            | 1 – 0                   | Італія             | товариський матч                          | -    |          |
| 12-10-2015 | Київ            | Україна            | 0 – 1                   | Іспанія            | Відбір до ЧЄ 2016                         | -    | 36'      |
| 13-11-2015 | Аліканте        | Іспанія            | 2 – 0                   | Англія             | товариський матч                          | -    | 27'      |
| 24-3-2016  | Удіне           | Італія             | 1 – 1                   | Іспанія            | товариський матч                          | -    | 62'      |
| 1-6-2016   | Вальс-Зіценгайм | Іспанія            | 6 – 1                   | Південна Корея     | товариський матч                          | -    | 46'      |
| 7-6-2016   | Хетафе          | Іспанія            | 0 – 1                   | Грузія             | товариський матч                          | -    | 62'      |
| 13-6-2016  | Тулуза          | Іспанія            | 1 – 0                   | Чехія              | ЧЄ 2016 - груповий етап                   | -    | 70'      |
| 21-6-2016  | Бордо           | Хорватія           | 2 – 1                   | Іспанія            | ЧЄ 2016 - груповий етап                   | -    | 84'      |
| 1-9-2016   | Брюссель        | Бельгія            | 0 – 2                   | Іспанія            | товариський матч                          | -    |          |
| 5-9-2016   | Леон            | Іспанія            | 8 – 0                   | Ліхтенштейн        | Відбір до ЧС 2018                         | -    | 46'      |
| 6-10-2016  | Турин           | Італія             | 1 – 1                   | Іспанія            | Відбір до ЧС 2018                         | -    | 84'      |
| 9-10-2016  | Шкодер (місто)  | Албанія            | 0 – 2                   | Іспанія            | Відбір до ЧС 2018                         | -    | 25'      |
| 12-11-2016 | Гранада         | Іспанія            | 4 – 0                   | Північна Македонія | Відбір до ЧС 2018                         | -    |          |
| 12-11-2016 | Лондон          | Англія             | 2 – 2                   | Іспанія            | товариський матч                          | -    | 56'      |
| 24-3-2017  | Хіхон           | Іспанія            | 4 – 1                   | Ізраїль            | Відбір до ЧС 2018                         | -    | 63'      |
| 28-3-2017  | Сен-Дені        | Франція            | 0 – 2                   | Іспанія            | товариський матч                          | -    | 53'      |
| 11-6-2017  | Скоп'є          | Північна Македонія | 1 – 2                   | Іспанія            | Відбір до ЧС 2018                         | -    | 25'      |
| 5-9-2017   | Вадуц           | Ліхтенштейн        | 0 – 8                   | Іспанія            | Відбір до ЧС 2018                         | -    |          |
| 6-10-2017  | Аліканте        | Іспанія            | 3 – 0                   | Албанія            | Відбір до ЧС 2018                         | 1    |          |
| 11-11-2017 | Мурсія          | Іспанія            | 5 – 0                   | Бельгія            | товариський матч                          | -    |          |
| 14-11-2017 | Санкт-Петербург | Росія              | 3 – 3                   | Іспанія            | товариський матч                          | -    | 60'      |
| 23-3-2018  | Дюссельдорф     | Німеччина          | 1 – 1                   | Іспанія            | товариський матч                          | -    | 82'      |
| 27-3-2018  | Мадрид          | Іспанія            | 6 – 1                   | Аргентина          | товариський матч                          | 1    | 82'      |
| 3-6-2018   | Вілярреаль      | Іспанія            | 1 – 1                   | Швейцарія          | товариський матч                          | -    |          |
| 9-6-2018   | Краснодар       | Туніс              | 0 – 1                   | Іспанія            | товариський матч                          | -    | 46'      |
| 15-6-2018  | Сочі            | Португалія         | 3 – 3                   | Іспанія            | ЧС 2018 - груповий етап                   | -    | 70'      |
| 25-6-2018  | Калінінград     | Іспанія            | 2 – 2                   | Марокко            | ЧС 2018 - груповий етап                   | -    | 74'      |
| 8-9-2018   | Лондон          | Англія             | 1 – 2                   | Іспанія            | Ліга націй УЄФА 2018-2019 - груповий етап | -    | 80'      |
| 11-9-2018  | Ельче           | Іспанія            | 6 – 0                   | Хорватія           | Ліга націй УЄФА 2018-2019 - груповий етап | -    | 65'      |
| 15-10-2018 | Севілья         | Іспанія            | 2 – 3                   | Англія             | Ліга націй УЄФА 2018-2019 - груповий етап | -    |          |
| 8-9-2019   | Хіхон           | Іспанія            | 4 – 0                   | Фарерські острови  | Відбір до ЧЄ 2020                         | -    | 45+1'    |
| 15-10-2019 | Стокгольм       | Швеція             | 1 – 1                   | Іспанія            | Відбір до ЧЄ 2020                         | -    | 66'      |
| 15-11-2019 | Кадіс           | Іспанія            | 7 – 0                   | Мальта             | Відбір до ЧЄ 2020                         | -    |          |
| 3-9-2020   | Штутгарт        | Німеччина          | 1 – 1                   | Іспанія            | Ліга націй УЄФА 2020-2021 - груповий етап | -    |          |
| 6-9-2020   | Мадрид          | Іспанія            | 4 – 0                   | Україна            | Ліга націй УЄФА 2020-2021 - груповий етап | -    |          |
| 25-3-2021  | Гранада         | Іспанія            | 1 – 1                   | Греція             | Відбір до ЧС 2022                         | -    | 72'      |
| 28-3-2021  | Тбілісі         | Грузія             | 1 – 2                   | Іспанія            | Відбір до ЧС 2022                         | -    | 54'      |
| 4-6-2021   | Мадрид          | Іспанія            | 0 – 0                   | Португалія         | товариський матч                          | -    | 63'      |
| 14-6-2021  | Севілья         | Іспанія            | 0 – 0                   | Швеція             | ЧЄ 2020 - груповий етап                   | -    | 66'      |
| 23-6-2021  | Севілья         | Словаччина         | 0 – 5                   | Іспанія            | ЧЄ 2020 - груповий етап                   | -    | 71'      |
| 2-7-2021   | Санкт-Петербург | Швейцарія          | 1 – 1 д.ч. (1 – 3 п.п.) | Іспанія            | ЧЄ 2020 - чвертьфінал                     | -    | 113'     |
| 6-7-2021   | Лондон          | Італія             | 1 – 1 д.ч. (4 – 2 п.п.) | Іспанія            | ЧЄ 2020 - півфінал                        | -    | 106'     |
| Усього     |                 | Матчів             | 46                      |                    | Голів                                     | 2    |          |

## Титули і досягнення

### Командні
- Чемпіон Іспанії (4):

«Барселона»: 2008-09, 2009-10, 2010-11, 2012-13
- Чемпіон Німеччини (7):

«Баварія»: 2013–14, 2014–15, 2015–16, 2016–17, 2017–18, 2018–19, 2019–20
- Володар Кубка Іспанії (2):

«Барселона»: 2008-09, 2011-12
- Володар Кубка Німеччини (4):

«Баварія»: 2013–14, 2015–16, 2018–19, 2019–20
- Володар Кубка Англії (1):

«Ліверпуль»: 2021-22
- Володар Кубка Футбольної ліги (2):

«Ліверпуль»: 2021–22, 2023–24
- Володар Суперкубка Іспанії (3):

«Барселона»: 2009, 2010, 2011
- Володар Суперкубка Німеччини (3):

«Баварія»: 2016, 2017, 2018: Володар Суперкубка Англії (1):
«Ліверпуль»: 2022
- Переможець Ліги чемпіонів УЄФА (3):

«Барселона»: 2008-09, 2010-11
«Баварія»: 2019-20
- Володар Суперкубка УЄФА (3):

«Барселона»: 2009, 2011
«Баварія»: 2013
- Клубний чемпіон світу (3):

«Барселона»: 2009, 2011
«Баварія»: 2013
Збірні
- Чемпіон Європи (U-17): 2008
- Чемпіон Європи (U-21): 2011, 2013